# Ana Lorena Sánchez
Ana Lorena Sánchez Mondragón (México D.F., 14 de agosto de 1990), más conocida como Ana Lorena Sánchez, es una actriz mexicana. Conocida por sus papeles de «Sofía del Junco» en Tierra de reyes,  «Ana Lorena Rincón» en Cosita linda y «Elizabeth Gómez» en Relaciones peligrosas.

## Carrera
Ana Lorena Sánchez Mondragón nació en México D.F., México.
Comenzó su carrera en 2012 cuando interpretó a Elizabeth en la telenovela de Telemundo, Relaciones peligrosas, al lado de Sandra Echeverría y Gabriel Coronel. Luego apareció en un programa llamado Tu día alegre. Ese mismo año hace un protagónico en Cosita linda, con Christian Meier.
Para 2014 realiza su segunda participación de nueva cuenta en la cadena estadounidense Telemundo, con un protagónico en Tierra de reyes, compartiendo créditos al lado de Aarón Díaz, Kimberly Dos Ramos, Christian de la Campa, Scarlet Gruber y Gonzalo García Vivanco. En 2017 Ana Lorena Sánchez dio vida a María Magdalena en la película Santiago Apóstol, que protagonizó junto con Julián Gil.
En el 2021 se anunció su participación como parte del elenco de La Mujer de mi Vida de Telemundo.

## Vida personal
Mantuvo una relación sentimental con el actor argentino Julián Gil, quien rompió la relación en marzo de 2016.

## Filmografía

### Televisión
| Año       | Título                | Personaje                |
| --------- | --------------------- | ------------------------ |
| 2012      | Relaciones peligrosas | Elizabeth Gómez Quintana |
| 2014      | Cosita linda          | Ana Lorena Rincón        |
| 2014-2015 | Tierra de reyes       | Sofía del Junco Belmonte |
| 2015      | Demente criminal      | Carla Luciano            |
| 2024-2025 | La mujer de mi vida   | Ximena Millán            |

### Cine
| Año  | Título           | Personaje       |
| ---- | ---------------- | --------------- |
| 2017 | Santiago Apóstol | María Magdalena |
| 2020 | Here I Am        | Nicole          |

## Premios y nominaciones
| Año  | Ceremonia         | Categoría                               | Telenovela      | Resultado |
| ---- | ----------------- | --------------------------------------- | --------------- | --------- |
| 2015 | Miami Life Awards | Mejor actriz protagonista de telenovela | Cosita linda    | Nominada  |
| 2015 | Premios Tu Mundo  | Protagonista Favorita, novela           | Tierra de reyes | Nominada  |
| 2015 | Premios Tu Mundo  | La pareja perfecta (con Aarón Diaz)     | Tierra de reyes | Nominada  |